# 금화터널

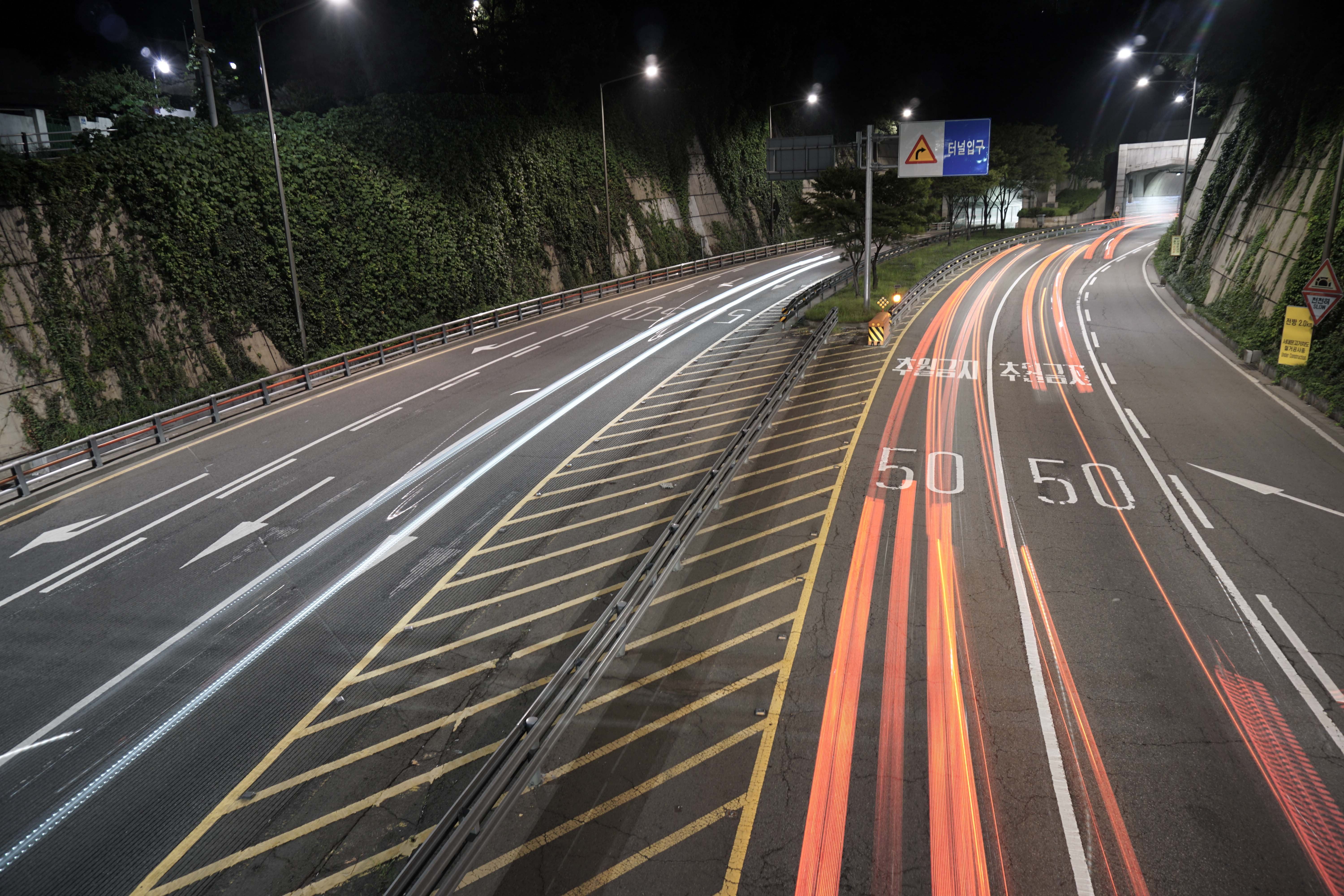
금화터널의 서쪽 입구 (2015년)

금화터널(金化터널)은 서울특별시 서대문구 대신동과 서대문구 천연동을 잇는 터널이다. 국도 제48호선의 터널 중 하나이다. 편도 2차선, 왕복 4차선으로 상하행선이 2개의 터널로 나뉘어 있으며 두 개의 터널은 비상대피통로로 연결되어 있다.

## 위치
서울시 서대문구의 안산(鞍山) 능선을 따라 남쪽으로 내려가 금화터널 위를 지나면 좌측에 이화여자대학교가 나오고 우로 연세대와 와우산 자락의 홍익대를 만난다. 즉, 좌로 뻗어서는 이화여대를 품고 큰 고개길 대현(大峴)을 넘어 노고산을 일으키면서 서강대를 감싸 4개 대학에서 젊은이들을 길러 내는 어머니와 같은 품이 되고 있다.
북한산의 한 지맥이 보현봉, 형제봉, 인왕산, 무악산, 금화산으로 이어지고, 금화산 자락인 이화여대 뒷산과 신촌역 앞의 바람산(風山)에서 이어지는 산이 노고산(老姑山)이다. 옛날에는 한양 서쪽 끝에 있는 산이라 하여 한미산(漢尾山)이라 하였는데 잘못 전해져 '할미산'으로 불리다가 한자어로 바뀌어 노고산이 됐다는 이야기가 있다. 서측(신촌 방향)은 이화여대 후문, 연세대 동문으로 통하며 동측(광화문 방향)은 독립문 사거리 및 사직터널로 통한다.

## 역사
- 1979년 8월 17일 : 통행료 징수 개시[1]

## 지명 유래
서대문구 북아현제3동에서 경기대학교로 넘아가는 고개로서, 금화고개가 있는데 금화산 기슭에 위치한 데서 유래된 이름이다. 이 산 기슭은 일제강점기 택지 조성이 이루어져서 일본인들의 개량주택이 들어서면서 이곳을 금화장구역이라 한 뒤로 금화장고개라고도 하였다. 안산에서 남동쪽으로 이어지는 능선이 금화산인데 그 이름은 봉원사의 고려시대의 이름인 금화사에서 유래되었을 것으로 보고 있고 금화터널도 금화사에서 유래한 것으로 보는 것이 정설이다. 또한 예부터 금화산(金華山, 일명 둥구재)에 찬우물골 등이 있는데 금화산은 둥글고 곱다는 데, 찬우물골은 찬 우물이 있다는 데 명칭이 연유하기도 한다.

## 통행료
1979년 8월 17일부터 1992년 7월 31일까지 통행료를 부과했다. 다음은 1979년 기준 통행료이다.
| 구분                         | 통행료 |
| ---------------------------- | ------ |
| 2륜, 3륜차                   | 50원   |
| 승용차, 버스, 화물차         | 100원  |
| 특수차(10t 이상 화물차 포함) | 200원  |

## 참고 문헌
- 《서울지명사전》, 서울특별시사편찬위원회(2009년)